# Gonçalo Gregório
Gonçalo de Almeida Gregório (Lisbona, 14 giugno 1995) è un calciatore portoghese, attaccante del Noah.

## Palmarès

### Club

#### Competizioni nazionali
- Segunda Liga: 1

Paços Ferreira: 2018-2019
- Terceira Liga: 1

União Leiria: 2022-2023
- Campionato armeno: 1

Noah: 2024-2025
- Coppa d'Armenia: 1

Noah: 2024-2025